# Association de malfaiteurs en droit pénal français
Pour les articles homonymes, voir Association de malfaiteurs et Association.
L'association de malfaiteurs est selon l'article 450-1 du code pénal français, un groupement d'individus formé en vue de la préparation d'un ou plusieurs crimes ou délits punis d'au moins cinq ans d'emprisonnement.

## Historique

### Code pénal de 1810
Guidé par le souvenir des exactions dont s'étaient rendues coupables les bandes de malfaiteurs qui avaient sévi durant la Révolution française, le code pénal de 1810 (cf. articles 265 à 268) frappait les associations criminelles, à condition qu'elles soient formées d'un nombre suffisant de membres (sans fixer de nombre minimum) groupés en une organisation hiérarchisée (l'article 266 évoquant des « chefs », des « directeurs ») et ayant pour but de mettre en commun le produit des infractions commises.
« Quiconque aura participé à une association formée ou à une entente établie en vue de la préparation, concrétisée par un ou plusieurs faits matériels, d'un ou de plusieurs crimes contre les personnes ou les biens, sera puni d'un emprisonnement de cinq à dix ans et pourra être interdit de séjour. »
— Article 265 de l'Ancien code pénal

### Refonte et révision des textes entre 1981 et 1986
- Les textes n'avaient pas évolué depuis la fin du XIXe siècle, alors que la délinquance avait évolué et progressé. En particulier, il était difficile de prouver que les malfaiteurs envisageaient la commission de plusieurs crimes, comme l'imposait l'article 265 ancien du code pénal. Quid en cas de préparation d'une seule infraction ? De plus, l'association formée en vue de la perpétration de délits, mêmes graves (vols, extorsion, etc) échappait aux prévisions des textes.
- La loi du 2 février 1981 dite « Loi sécurité et liberté », qui a prévu de nombreuses correctionnalisation d'infractions jusqu'ici criminelles, élargit la répression : l'infraction devient désormais un délit jugé en tribunal correctionnel devant des magistrats professionnels et non plus en Cour d'assises avec des jurés, et est étendue à la préparation d'un ou plusieurs crimes et à la préparation de certains délits correctionnels tels le proxénétisme, les vols aggravés, les extorsions, les destructions par incendie.
- Appliquant son programme tendant à supprimer certaines « lois liberticides », le gouvernement de Pierre Mauroy, avec Robert Badinter comme ministre de la justice, fait voter et promulguer la loi no 83-466 du 10 juin 1983, qui supprime purement et simplement le délit d'association de malfaiteurs. Toutes les personnes inculpées pour ce motif (notamment concernant le banditisme corse) font alors l'objet d'ordonnances de non-lieu, faute d'élément légal de l'infraction.
- Le gouvernement Chirac issu des élections législatives de mars 1986 rétablit ce délit, par la loi no 86-1019 du 9 septembre 1986, dans la mesure où Paris avait été frappée, aux mois de mars et avril 1986, par le terrorisme islamiste en lien avec la guerre civile libanaise. Le délit figure de nouveau dans le corpus juridique français, et ne sera plus contesté par la suite.

### Refonte par le nouveau code pénal (1994)
La loi no 92-1336 du 16 décembre 1992 a prévu que les articles 450-1 à 450-3 du nouveau code pénal entreraient en vigueur le 1er mars 1994.
Le nouveau code élargit l'incrimination, qui s'applique désormais à la préparation de crimes ou de délits punis de dix ans d'emprisonnement (et non plus des délits énumérés limitativement).
La loi de 1992 soumet l'association de malfaiteurs aux règles spéciales de poursuite, d'instruction et de jugement décrites dans le code de procédure pénale pour la répression du terrorisme, du trafic de stupéfiants, du proxénétisme, lorsque l'association tend à la commission d'infractions relevant de l'une ou l'autre de ces matières.
La loi no 98-468 du 17 juin 1998 déclare qu'une personne morale peut se voir déclarée pénalement responsable du délit.

## Caractéristiques du délit d'association de malfaiteurs

### Premier critère: une entente entre plusieurs personnes
En l'absence de minimum défini par la loi, le minimum de personnes pour constituer le délit est de deux, par définition de l'adverbe « plusieurs ».
En 2014, un délit spécifique est créé pour les personnes agissant seules, mais il est limité au domaine du terrorisme : le délit d'« entreprise terroriste individuelle ».
Cette création fait suite aux attentats perpétrés par Mohammed Merah, qui aurait prétendu agir seul en « loup solitaire », mais dont les proches sont suspectés de complicité. Elle précède l'attentat de Yassin Salhi, qui aurait agi véritablement « seul ».

### Deuxième critère: but de l'entente
Depuis 1994, le but de l'entente est de commettre des infractions punies (chacune) d'au moins cinq ans d'emprisonnement.
En deçà de 10 ans (infraction punie de moins de dix ans d'emprisonnement), si le délit n'est pas constitué, il existe la bande organisée, qui est une circonstance aggravante.

## Répression

### Peines applicables
Lorsque les infractions préparées sont des crimes ou des délits punis de dix ans d'emprisonnement, la participation à une association de malfaiteurs est punie de dix ans d'emprisonnement et de 150 000 euros d'amende.

Lorsque les infractions préparées sont des délits punis d'au moins cinq ans d'emprisonnement, la participation à une association de malfaiteurs est punie de cinq ans d'emprisonnement et de 75 000 euros d'amende.

### Articles et catégories connexes
- Loi sur les violences en bande de 2010
- Bande organisée
- Catégorie:Gang en France
- Catégorie:Affaire criminelle en France